# Gonfaron
Gonfaron település Franciaországban, Var megyében. Lakosainak száma 4349 fő (2022. január 1.). Gonfaron Collobrières, Flassans-sur-Issole, Le Luc, Les Mayons és Pignans községekkel határos.

## Népesség
A település népességének változása:
| Lakosok száma | 4273 | 4336 | 4358 | 4318 | 4324 | 4329 | 4352 | 4342 | 4349 |
|               | 2013 | 2015 | 2016 | 2017 | 2018 | 2019 | 2020 | 2021 | 2022 |